# Sharpeville-i mészárlás
A sharpeville-i mészárlás 1960. március 21-én történt a Dél-afrikai Köztársaságban, amikor a sharpeville-i rendőrök megöltek 69 tüntető feketét. Március 21. ma munkaszüneti nap az országban, amely tisztelgés az emberi jogok és a Sharpeville-ben meghalt demonstrálók előtt.

## A tüntetés
Az Afrikai Nemzeti Kongresszus (ANC) 1960. március 31-ére tüntetést hívott össze az ország belső utazási szabályai ellen. Ezeket az előírásokat a hatóságok a faji szegregáció elmélyítésére és a polgárjogi mozgalmak aktivistáinak zaklatására, letartóztatására használtak. A konkurens szervezet, az Összafrikai Kongresszus (PAC) úgy döntött, hogy tíz nappal korábban elindítja saját akcióját.
Március 21-én 5-10 ezer fősre becsült tömeg gyűlt össze a sharpeville-i rendőrség épületénél, arra biztatva a rendőröket, hogy vegyék őket őrizetbe, mert nincs náluk utazási okmányuk. Délelőtt 10-kor a hangulat békés, fesztivál jellegű volt. Ekkor kevesebb mint húsz rendőr volt az őrsön. Később a tömeg nagyjából 19 ezresre nőtt, és a hangulat kezdett ellenségessé, provokatívvá válni. Emiatt 140 fős erősítés érkezett páncélozott járműveken a rendőrségre. A rendőröknél tűzfegyverek – Sten félautomaták és Lee-Enfield puskák - voltak, a tüntetőknél kövek.
Alig harmincméteres magasságban F–86 Sabre vadászgépek és oktatórepülők húztak el, hogy szétszóródásra késztessék a tömeget. Válaszul a tüntetők köveket dobáltak, és a rendőrségi barikádot fenyegették. A rendőrök könnygázt vetettek be, és gumibotot használtak. Délután egykor a rendőrök megpróbálták letartóztatni az egyik főkolompost, dulakodás alakult ki, és az emberek előrelódultak. A lövöldözés röviddel ezt követően kezdődött.
A hivatalos adatok szerint 69 ember meghalt, közöttük nyolc nő és tíz gyerek, 180 megsebesült, közöttük 31 nő és 19 gyerek. Sokukat menekülés közben a hátukon ért találat. A rendőrségi jelentés azt állította, hogy a fiatal és gyakorlatlan rendőrök pánikba estek, és spontán lövöldözés kezdődött, amely nagyjából negyven másodpercig tartott. Az valószínűnek tűnik, hogy a rendőrök idegesek voltak, mert két hónappal korábban, egy hasonló incidensben, Cato Manorban kilenc kollégájukat ölték meg a tüntetők. A helyszínen lévő rendőrök közül szinte senki nem kapott korábban kiképzést tömegrendezvények kezelésére.

## Következmények
A dél-afrikai fekete lakosságot feldühítette a mészárlás híre, és a következő héten demonstrációk, tiltakozó menetek, sztrájkok és zendülések követték egymást országszerte. 1960. március 30-án a kormány szükségállapotot vezetett be, és a hatóságok több mint 18 ezer embert vettek őrizetbe, közöttük prominens apartheidellenes aktivistákat. Számos országban szimpátiatüntetéseket rendeztek, és több állam az ENSZ-hez fordult. Sharpeville fordulópont volt a Dél-afrikai Köztársaság történetében: az állam elszigeteltsége jelentősen megnőtt a véres atrocitás után. A nagy polgárjogi szervezeteket betiltották, és az események hatására a passzív ellenállástól a fegyveres ellenállás felé fordultak a feketék szervezetei: megalakult a Pogo, a PAC, illetve a Sizwe, az ANC fegyveres szárnya.

## Emlékezete
1994 óta március 21. az emberi jogok napja a Dél-afrikai Köztársaságban.
1996 decemberében Nelson Mandela elnök Sharpeville-t választotta helyszínül az új alkotmányról rendelkező törvény aláírására. Az UNESCO március 21-ét a faji megkülönböztetés megszüntetésének nemzetközi napjává tette.

## Fordítás
- Ez a szócikk részben vagy egészben  a   Sharpeville massacre című angol Wikipédia-szócikk ezen változatának fordításán alapul.  Az eredeti cikk szerkesztőit annak laptörténete sorolja fel. Ez a jelzés csupán a megfogalmazás eredetét és a szerzői jogokat jelzi, nem szolgál a cikkben szereplő információk forrásmegjelöléseként.